# Селтик Парк
„„Селтик Парк““, известен и с наименованието „Паркхед“, е името на открития през 1892 г. и основно реконструиран през 1990-те години стадион на шотландския футболен отбор ФК Селтик.
Той е сред 6-те най-големи стадиона в Обединеното кралство и въобще сред най-големите футболни съоръжения в Европа. „Селтик Парк“ е с капацитет за 60 832 седящи места.

## История
В първоначалния си вид, „Селтик Парк“ е построен през 1892 година в двора на една запустяла тухларна. Главната трибуна е била по проект на Арчибалд Лийч – архитектът, който е проектирал повече от 20 стадиона във Великобритания включително и този на вечния съперник – Глазгоу Рейнджърс.
През 1938 година е записана рекордната посещаемост на съоръжението от 92 975 зрители точно в мач срещу Рейнджърс.  През 1990-те, когато първо започва реконструкцията на националния стадион на Шотландия – Хемпдън Парк, поредица от финални срещи за купата на страната се играят на „Селтик Парк“.
През лятото на 1994 година, северната, източната и западната трибуни са съборени. Оставена е само централната трибуна. Една година по-късно, стадионът отваря врати с нова северна трибуна за 27 000 седящи места. Останалите две трибуни са зъвършени за началото на сезон 1998 – 1999 година.

## Разположение
„Селтик Парк“ е разположен в източната част на Глазгоу, в квартала Паркхед от където идва и другото наименование с което съоръжението е назовавано. Стадионът е прилежащ към пътната артерия – „Лондон роуд“, преминаваща на юг от него и преливаща се в магистрала М74. В другата посока, на север, е разположен неголям градски парк.